# 1380 en santé et médecine
| Années de la santé et de la médecine : 1377 - 1378 - 1379 - 1380 - 1381 - 1382 - 1383    |
| Décennies de la santé et de la médecine : 1350 - 1360 - 1370 - 1380 - 1390 - 1400 - 1410 |

Cet article présente les faits marquants de l'année 1380 en santé et médecine.

## Événements
- 13 juillet : Bertrand du Guesclin meurt, sans doute d'une pneumonie[1].
- Jean t'Serclaes, évêque de Cambrai, fonde à Bruxelles en Brabant, dans la rue de Louvain, un hôpital dédié à saint Antoine et sainte Élisabeth, pour y recevoir « quelques vieilles femmes[2] ».
- Bonifacio Lupi (it) fonde à Florence, en Toscane, un hôpital dédié à saint Jean-Baptiste, mais bientôt dit « de Bonifacio (it) » du nom de son fondateur, et où sont accueillis des malades indigents[3].
- « Deux Londoniens sont mis au pilori pour avoir fait croire qu'ils étaient muets « en poussant des cris affreux, presque des rugissements » pour tromper les gens et les inciter à leur faire l'aumône, [et] des mendiants sont accusés de se mutiler, eux ou leurs enfants, pour susciter la compassion des passants[4] ».

## Personnalité
- 1375-1380 : fl. Bertrand Ministralis, barbier à Avignon[5].

## Publication
- Vers 1380 : le médecin juif convers Mossé de Roquemaure (Juan d'Avignon) compose sa Sevillana medicina, traité de médecine et de diététique[6].

## Naissances
- 18 mars : Lydwine de Schiedam (morte en 1433), sainte et mystique catholique, patronne des personnes handicapées[7],[8].
- Vers 1380 : Giovanni de Concoregio (mort vers 1447-1448[9]), professeur de médecine à Milan et Pavie et probablement à Bologne et Florence[10].
- Vers 1380 : Jacques Despars (mort en 1458), médecin français, connu pour son commentaire du Canon d'Avicenne (1453[11]).
- Vers 1380 : Leonardo Bertapaglia (mort en 1463), médecin à Padoue[12], auteur d'un traité de chirurgie[13].
- Vers 1380 : Thomas Morstede (mort vers 1450), chirurgien anglais, au service d'Henri V, roi d'Angleterre[14].